# Ermita de San Juan Bautista (Rasal)
La Iglesia de San Juan Bautista de Rasal es una ermita del siglo XI que forma parte del llamado estilo serrablés.

## Estilo serrablés
Está ubicada en el valle del río Garona, entorno del río Gállego, alrededor del cual se desarrolló un estilo románico encabezado por la iglesia de San Pedro de Lárrede y compuesto de alrededor de una docena y media de templos, compartiendo las características  de haber sido construidas con sillarejo, presentar un presbiterio atrofiado entre otros pero el elemento definitorio es la decoración de sus cabeceras mediante un friso con baquetones sobre arquillos ciegos.
Entre estos templos se incluyen; San Pedro de Lárrede, San Andrés de Satué, San Juan de Busa, Santa Eulalia de Susín, Santa María de Isún de Basa, San Martín de Oliván, San Bartolomé de Gavín, San Bartolomé de Larrosa, Santa María de Gavín, San Úrbez y San Miguel de Basarán, Santa María y San Miguel de Lerés, San Miguel de Otal, San Pedro de Lasieso, San Juan de Banagüás, San Martin de Ordovés, San Andrés de Nasarre, Nuestra Señora de Sescún y San Juan Bautista de Rasal.
Los templos fueron redescubiertos en el 1922 por Rafael Sánchez Ventura y por el fotógrafo Joaquín Gil Marraco, a quienes les habló de ellos, siendo publicado el hallazgo en el 1933 por Rafael Sánchez junto a Francisco Íñiguez Almerch en Archivo español de Arte y Arqueología, Centro de Estudios Históricos, tras lo que se generó un debate sobre el desarrollo de su estilo artístico, que primeramente encajaron en un desarrollo mozárabe del Serrablo.

## Historia
En torno al debate sobre su construcción, autores como Manuel García Guatas situaban su edificación hacia la segunda mitad del siglo XI, durante el reinado de Ramiro I, mientras que otros como Antonio Durán Gudiol defendía su construcción mozárabe, adelantando su construcción a finales del siglo X y el primer tercio del XI.
A esta época corresponden las partes del ábside, el presbiterio, los contrafuertes y la parte norte de los muros de la nave. 
Poco después, en el 1093 se tiene documentada una población dependiente del Monasterio de Montearagón, puesto que recibieron a una delegación abacial en ese año. Llegó a tener una población a su alrededor ya que en una visita pastoral de 1547, se dice que esta iglesia había tenido el rango de parroquia de un pueblo ya desaparecido.
En el 2003 el estado de la nave era ruinoso, la cubierta y el falso techo se estaban empezando a derrumbar, por lo que se llevó a cabo una romería reivindicativa el día de San Juan, tras lo cual se realizaron tareas de restauración en el 2004 por la empresa Prames a instancias del ayuntamiento de Las Peñas de Riglos.
Las obras de restauración y consolidación se basaron en el desmonte de la techumbre, zunchado de los muros, adición de una nueva cubierta de madera a dos aguas y la impermeabilización del exterior del templo.
Posteriormente, en junio del 2014 y tras un acuerdo de colaboración entre la consejería de Cultura de Aragón, la Escuela Superior de Restauración y Conservación de Bienes Culturales de Aragón, la Asociación de Amigos del Románico y la diócesis de Huesca se inició el proceso de restauración dirigido por Guillermo Torres Llopis.
Hubo otra campaña de restauración en el 2015, en la que se realizaron tanto obras en el interior como prospecciones en el entorno mientras que la campaña del año siguiente no se llegó a realizar debido a falta de fondos y de entendimiento entre los miembros del acuerdo que permitió su restauración en el 2014.

## Descripción
Se trata de una construcción orientada al este, de planta rectangular con cabecera semicircular y de menor altura que la nave, de la cual se separa a través de dos grandes contrafuertes.
La cabecera y la nave fueron construidas en distintas etapas siendo la nave de posterior factura, lo que también se refleja en los materiales usados, siendo usados sillares pequeños trabajados a maza en la cabecera, mientras que en la nave se ha utilizado sillarejo. La entrada encuentra en el muro meridional, a través de puerta adintelada abierta que en origen debió estar protegida por un pórtico de madera, aunque también se puede observar otra entrada hoy día cegada en el lado norte.
En su decoración exterior destaca la de la cabecera, elemento definitorio del conjunto serrablés, conformada por un friso con baquetones en toro bajo los cuales se abren cinco arcos ciegos sobre lesenas definidas y con una ventana capialzada en el centro.

## Pinturas murales
Tras la retirada del retablo durante las obras de restauración del año 2014 se descubrió una representación poco frecuente de la Paternitas, la representación de los tres miembros de la Santisima Trinidad, destacando la figura de Dios Padre, que sujeta una cruz con un Cristo de tres clavos, que se podría encajar cronológicamente entre principios del siglo XIII y finales del XIV.
También se encontraron cinco lipsanotecas en un hueco del altar moderno fácilmente accesible desde el ábside, lo que podría ser resultado de una doble consagración mientras que el resto podrían haber sido trasladadas de templos cercanos ya desaparecidos, reforzando la idea de su preeminencia en el entorno.